# Камди-ча
Камди-ча (камдича, картофель по-корейски) — салат из полусырого картофеля, маринованного в соевом соусе со специями (красный перец, чёрный перец, кориандр). Блюдо относится к кухне советских корейцев (корё-сарам). Существуют вариации салата с добавлением мяса (допустимо использовать курятину, говядину, свинину или баранину).

## Особенности приготовления
Картофель натирают на специальной терке для приготовления моркови по-корейски (либо нарезают тонкой соломкой), после чего замачивают в воде. Необходимо это для удаления части крахмала. В целом, лучше использовать низкокрахмалистые сорта, так как в процессе варки картофель должен остаться плотным и упругим. Получившуюся соломку отваривают до полуготовности (закладывают в кипящую и подсоленную воду). Картофель откидывают на дуршлаг, промывают холодной водой. Затем заправляют измельченным чесноком, поджаренным луком. Салат немного присаливают (поскольку в дальнейшем добавляют соевый соус, то соли добавляют совсем немного), добавляют красный и чёрный молотый перцы, измельченный кориандр. Заправляют камди-ча соевым соусом. Допустимо добавить немного рисового уксуса.

## Подача
Подают камди-ча сразу же после приготовления. Салат хорошо сочетается с мясными блюдами. Если картофель по-корейски был приготовлен с добавлением мяса, то может быть подан в качестве самостоятельного блюда.